# 普凡嫩施托克山
46°57′42″N 8°54′42″E / 46.96167°N 8.91167°E

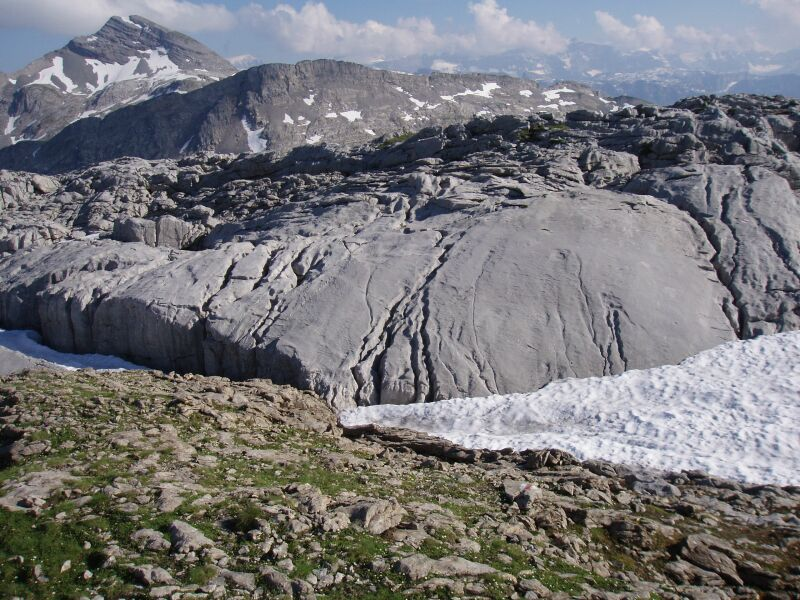

普凡嫩施托克山（Pfannenstock），是瑞士的山峰，位於該國中部，由施維茨州負責管轄，屬於施維茨阿爾卑斯山脈的一部分，海拔高度2,573米，每年平均降雨量2,385毫米。

## 外部連結
- Pfannenstock on Hikr （页面存档备份，存于）